# Bolko-Insel

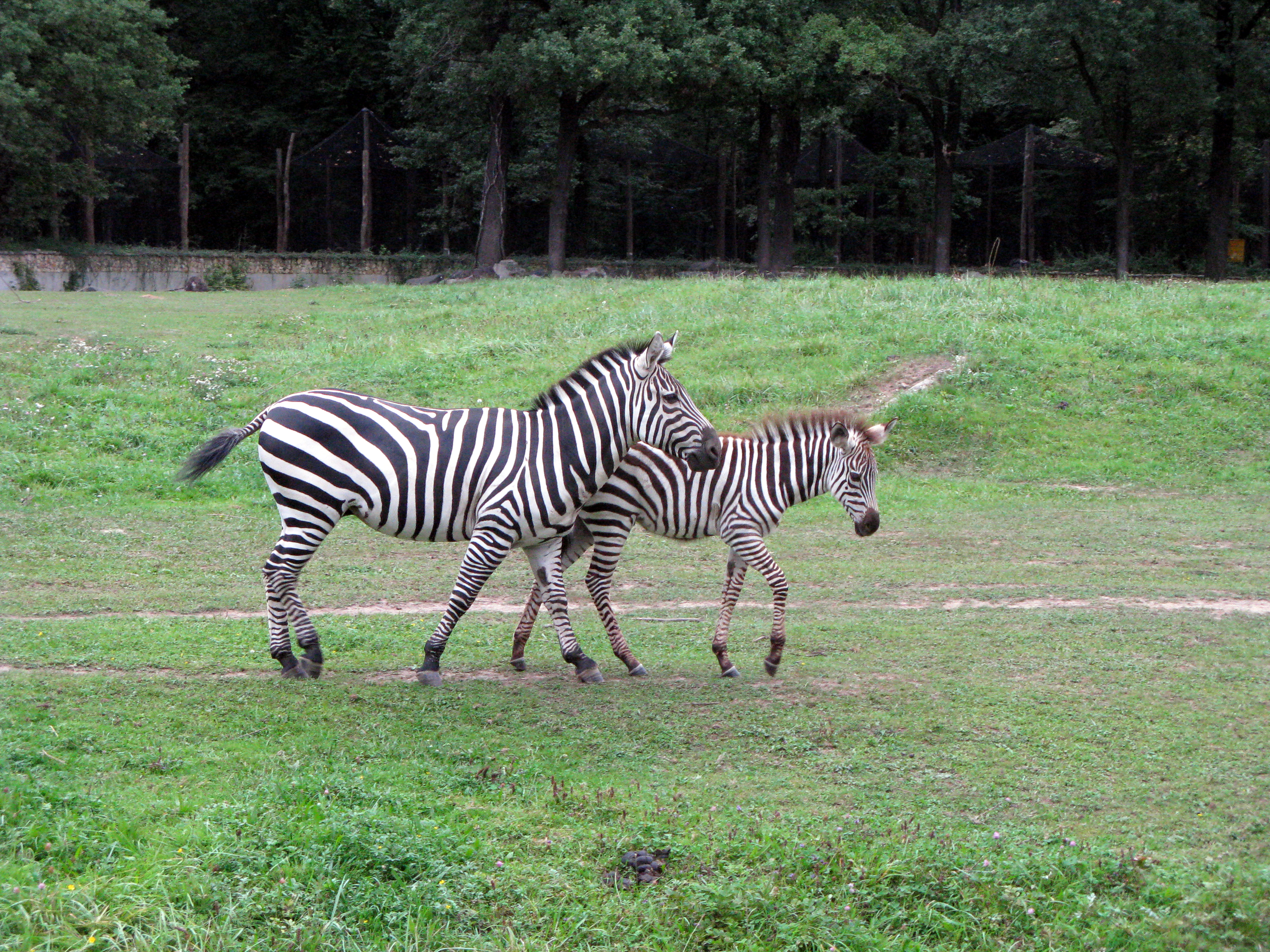
Zebras im Zoo

Die Bolko-Insel (polnisch Wyspa Bolko) ist eine Oderinsel in Oppeln. Auf der Insel befinden sich der Zoologische Garten Oppelns, der Bolkosee (auch Bolkoteich) und ein Park.
Ursprünglich wurde die Insel von der Oder und von deren Nebenarm der Winske umgeben. Seit dem Bau des Flutkanals in Oppeln wird die Insel zusätzlich von diesem umgeben.

## Geschichte
Die Insel wurde 1213 erstmals als „Kampe“ erwähnt. Ab dem 14. Jahrhundert wurde sie Bolko genannt.
1910 kaufte die Stadt Oppeln ein Grundstück auf der Insel. Auf diesem entstand der Volkspark Bolko.
Bis in die 1930er Jahre hinein war die Bolko-Insel nur mit dem Boot erreichbar. In den 1930ern entstand der Tierpark Bolko und es wurde eine Brücke zur Insel Pascheke errichtet. Auf der Insel befanden sich Gaststätten und Biergärten und es wurden Feste, Konzerte und Tanzveranstaltungen veranstaltet.